# Национальный столичный регион (Канада)
Национальный столичный регион (англ. National Capital Region, фр. Région de la capitale nationale), также англ. Canada's Capital Region — официальное наименование территории, охватывающей столицу Канады Оттаву (провинция Онтарио), соседний (через реку Оттава) город Гатино (провинция Квебек) и ряд других прилегающих муниципалитетов городского и сельского типа. Существуют инициативные группы канадцев, борющихся за выделение региона из провинций Онтарио и Квебек в отдельную федеральную административную единицу.

## Законодательство
Ввиду давних тесных экономических и культурных связей в рамках региона его положение также закреплено рядом законодательных и административных актов. Согласно определению Закона о Национальном столичном регионе (National Capital Act), он охватывает территорию в 4715 км² по обоим берегам реки Оттава, являющейся границей между Онтарио и Квебеком, то есть несколько меньшую, чем предполагает неформальный термин, и даже меньше, чем метрополия Оттава-Гатино (округ для целей канадской переписи), занимающая территорию в 5715 км².

## Национальная столичная комиссия
Национальная столичная комиссия (National Capital Commission, NCC) — корпорация, учреждённая федеральным правительством в 1959 г. для надзора за федеральными зданиями и землёй на территории Национального столичного региона . Хотя комиссия не является самостоятельным политическим органом, перед ней поставлена задача «превратить НСР в источник гордости и единства канадцев» путём участия в политической, культурной жизни, в вопросах земельного планирования, которые согласно Конституции Канады обычно решаются на провинциальном уровне. Верховный суд Канады постановил в вердикте по делу Манро против Национальной столичной комиссии, что Комиссия имеет право участвовать в вопросах, касающихся зонирования в пределах НСР.

## Состав и демография
Несмотря на то, что Оттава находится на территории англоязычного Онтарио, а Гатино — франкоязычного Квебека, фактически в НСР поддерживается ситуация двуязычия. Это отчасти связано с тем, что многие жители Гатино работают в Оттаве, являющейся центром высоких технологий Канады. В Оттаве официально проводится «политика двуязычия», однако она не закреплена законодательно, поскольку потребовала бы изменений в законодательстве всей провинции Онтарио. При этом из жителей Оттавы лишь 20 % считают французский родным языком.
Население НСР в самом широком толковании составляет 1 451 415 человек.
В составе НСР имеются англоязычное ядро (Оттава) и франкоязычное (Гатино). Численность двуязычного населения составляет 496025 человек, англоязычного 507175, а франкоязычного 102375.

### Мегаполис Оттава-Гатино
Источник: перепись Канады 2006 года.

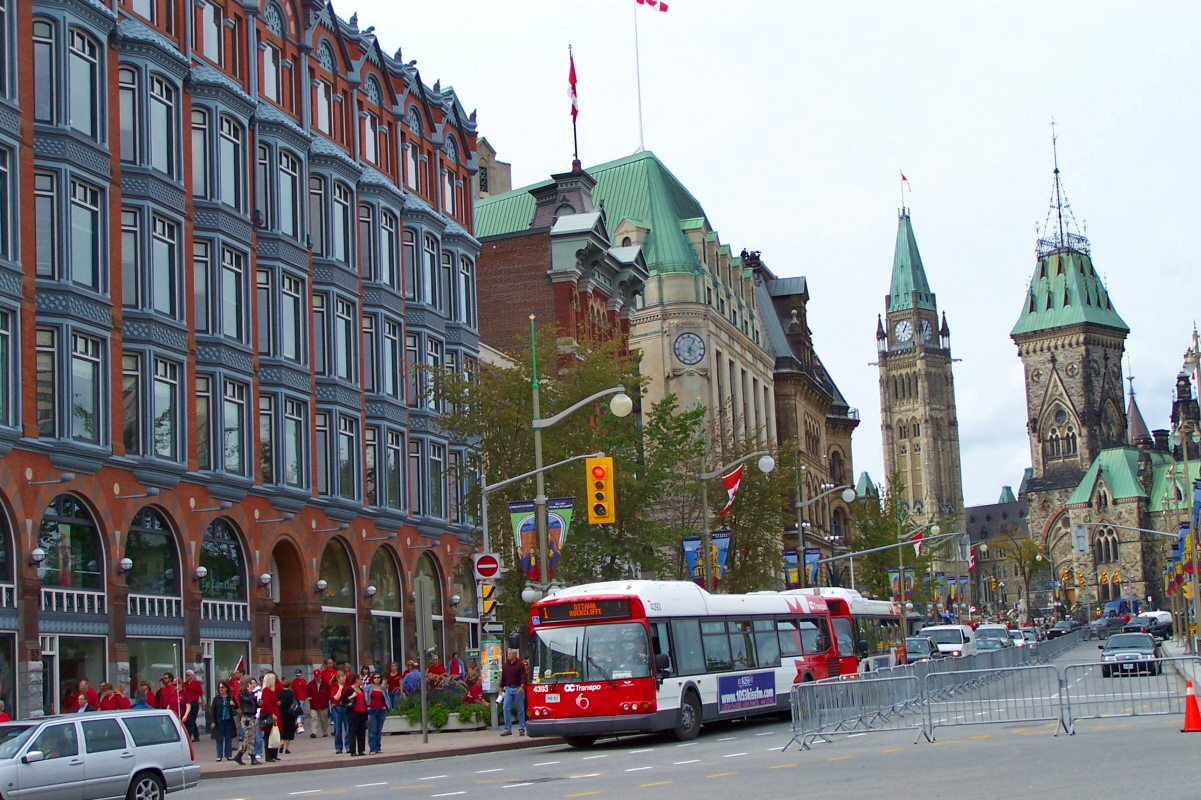
Элгин-стрит в центральной части Оттавы.

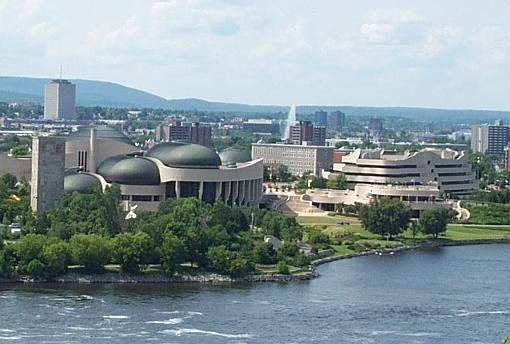
Сектор Халл г. Гатино.

| Город           | Население |
| Онтарио         | Онтарио   |
| --------------- | --------- |
| Кларенс-Рокленд | 20 790    |
| Оттава          | 812 129   |
| Расселл         | 13 883    |
| Квебек          |           |
| Кантли          | 7926      |
| Челси           | 6703      |
| Денхолм         | 604       |
| Гатино          | 242 124   |
| Ла-Пеш          | 7477      |
| Л’Анж-Гардьен   | 4348      |
| Понтиак         | 5238      |
| Валь-де-Мон     | 9539      |

### Другие муниципалитеты в составе НСО
| Муниципалитет            | Население |
| Онтарио                  | Онтарио   |
| ------------------------ | --------- |
| Альфред-и-Плантагенет    | 8,654     |
| Arnprior                 | 7,158     |
| Беквит                   | 6,387     |
| Карлтон-Плейс            | 9,453     |
| Casselman                | 3,294     |
| Миссисипи-Милс           | 11,734    |
| North Dundas             | 11,095    |
| North Grenville          | 14,198    |
| North Stormont           | 6,769     |
| The Nation               | 10,643    |
| Квебек                   |           |
| Lochaber                 | 456       |
| Lochaber-Partie-Ouest    | 477       |
| Low                      | 852       |
| Монтебелло               | 1,039     |
| Notre-Dame-de-la-Salette | 706       |
| Papineauville            | 2,247     |
| Plaisance                | 1,004     |
| Thurso                   | 2,436     |

## Зрелища и достопримечательности
Семейный музейный билет даёт право на посещение в течение недели 9 музеев в Оттаве и Гатино, включая Канадский музей цивилизаций, Музей войны, Королевский монетный двор и др.
На территории НСР происходит большое количество культурных мероприятий общеканадского и мирового значения.

## Транспорт

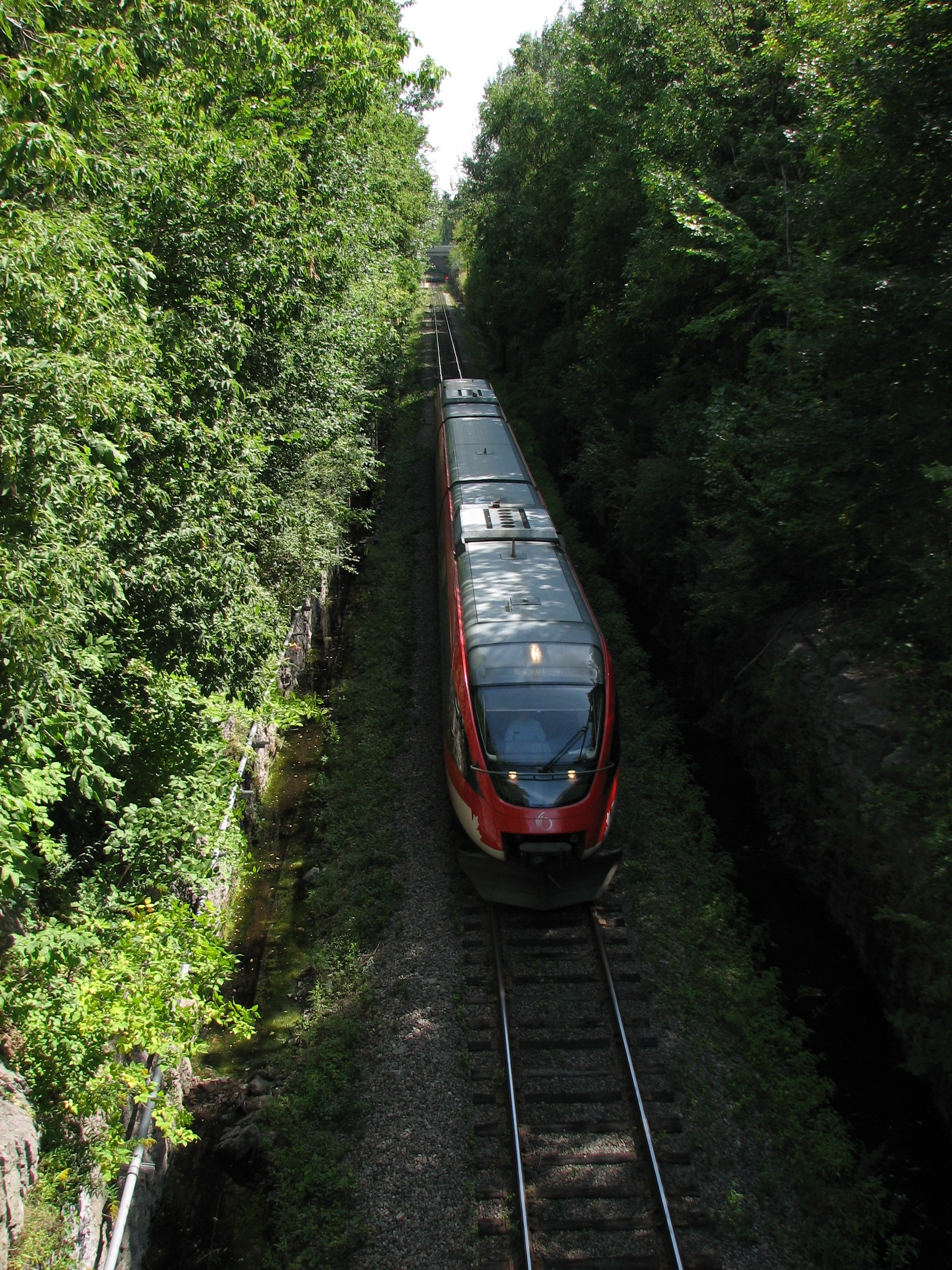
Городская электричка Оттавы (O-Train)

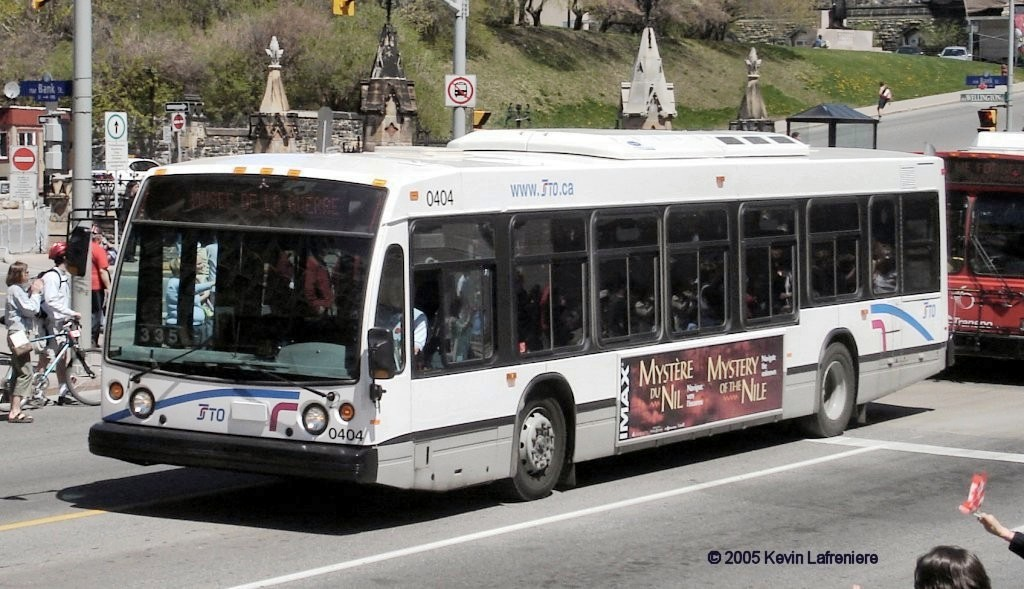
Автобус Гатино (STO)

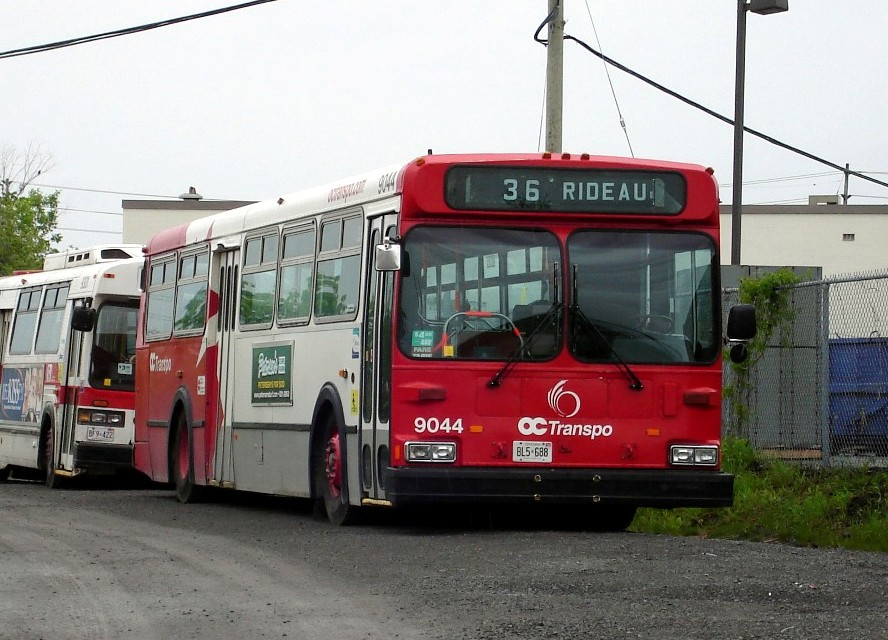
Автобус Оттавы (OC Transpo)

Оттава и Гатино имеют собственные системы автобусного транспорта (OC Transpo и STO), и билеты Оттавы недействительны в Гатино и наоборот). Однако ряд автобусных маршрутов Оттавы заканчиваются в Гатино, и наоборот, что позволяет пассажирам пользоваться транзитом. Для этого необходимо сесть на любой автобус Оттавы или Гатино, получить на входе у водителя транзитный билет, доехать до соседнего города и использовать в нём этот транзитный билет уже для посадки на автобус этого города.
Международный аэропорт имени Макдональда — Картье обслуживает практически весь Национальный столичный регион (аэропорт Гатино и аэропорт Карп под Оттавой обслуживают главным образом частные самолёты).